# 5068 Cragg
5068 Cragg eller 1990 TC är en asteroid i huvudbältet som upptäcktes den 9 oktober 1990 av den australiensiske astronomen Robert H. McNaught vid Siding Spring-observatoriet. Den är uppkallad efter den amerikanske astronomen Thomas A. Cragg.
Asteroiden har en diameter på ungefär 13 kilometer.